# Psychotria sarmiensis
Psychotria sarmiensis är en måreväxtart som beskrevs av Seymour Hans Sohmer. Psychotria sarmiensis ingår i släktet Psychotria och familjen måreväxter. Inga underarter finns listade i Catalogue of Life.